# Thelypteris crypta
Thelypteris crypta là một loài thực vật có mạch trong họ Thelypteridaceae. Loài này được (Underw. & Maxon) C.F. Reed miêu tả khoa học đầu tiên năm 1968.